# 冲绳国立剧场

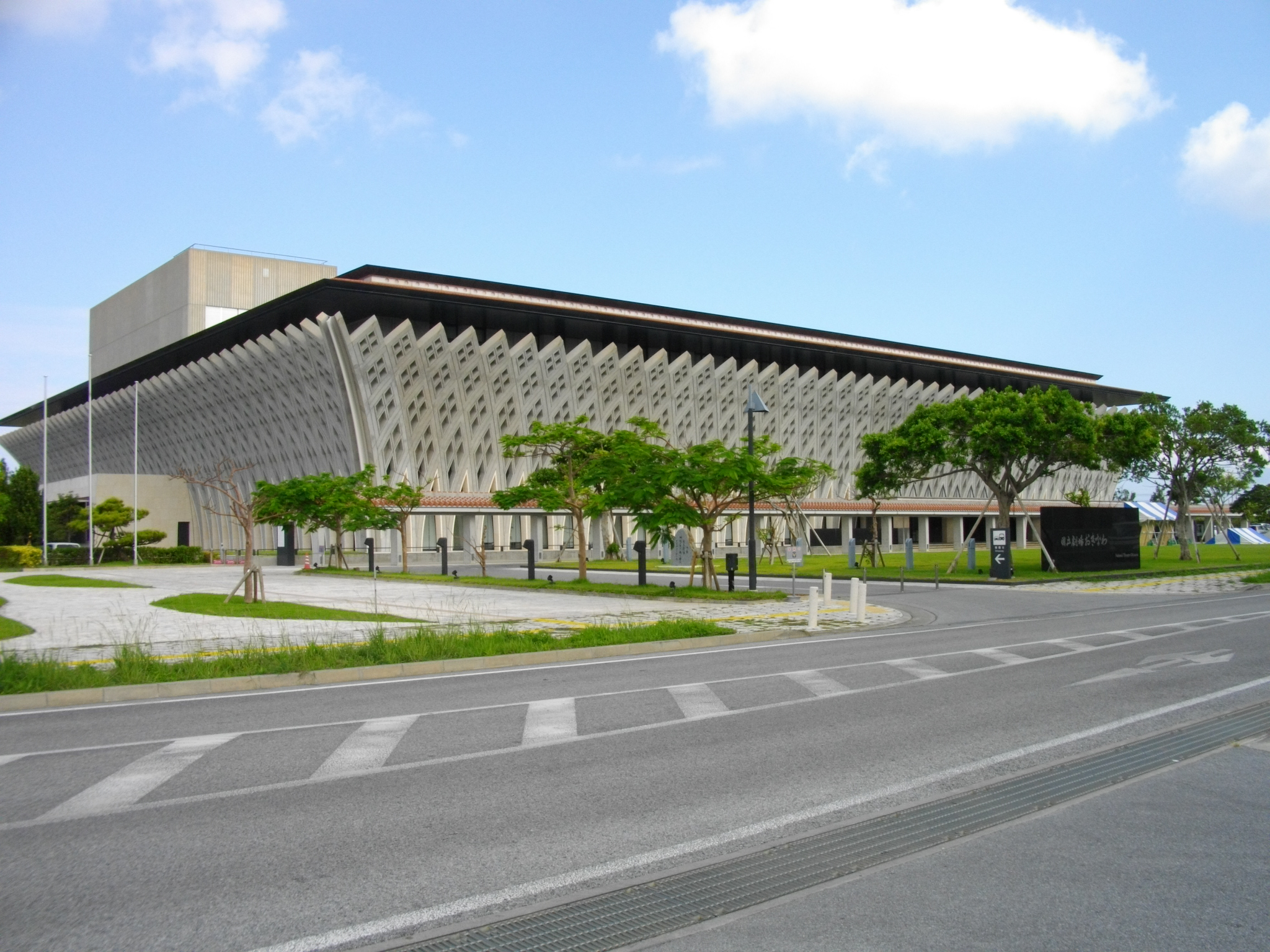
冲绳国立剧场

冲绳国立剧场（日语：／ kokoritsu gekijō okinawa */?）是位于日本冲绳县浦添市势理客的劇院，由半官方機構「日本藝術文化振興會」設置，主要用于表演日本的传统艺术，于2004年1月开始对外开放。

## 建立
沖繩縣在1972年沖繩返還之後，傳統藝能「組踊」被指定爲重要無形文化財。然而在當時，並不存在培養繼承者、進行調査研究的機構，因此在1987年，沖繩縣向日本政府提出劇場建設的請求書。因此，1997年開始文化廳與當時的沖繩開發廳（現沖繩振興局）開始進行劇場建置計畫與建設費預算的規劃，同時經由沖繩綜合事務局的設計競圖，決定選擇高松伸建築設計事務所爲建築師。2000年11月28日於浦添市勢理客開工，2003年7月31日完成，並在一個月後的8月31日舉行竣工典禮。設置計畫到建設初期使用的暫稱「國立組踊劇場」，也在2002年經由名稱選定投票爲「国立劇場おきなわ」（沖繩國立劇場）。劇場於2004年1月18日開場，1月23日首演時，天皇皇后（當時）兩陛下也親自蒞臨欣賞。首演時演出組踊的建立者玉城朝薫的五番作之一「執心鐘入」，天皇陛下在觀賞完表演後詠了琉歌一首「国立劇場 沖縄に開き　執心鐘入 見ちやるうれしや」，現在在劇場外還能看到紀念碑。2014年1月，劇場迎來開場10周年紀念，秋篠宮同妃兩殿下蒞臨觀賞，同時舉行了「沖繩國立劇場開場10周年記念式典」等不同記念公演。該劇場爲獨立行政法人日本藝術文化振興會所有，但營運・管理皆委託予財團法人沖繩國立劇場。

## 設施
延床面積為14,729平方公尺，建有地上3樓與地下1樓的劇場，大劇場632席，小劇場255席。
劇場外觀採用了琉球王國時代的家屋設計，傾斜的外壁交叉為網代形的竹編。屋頂為琉球瓦與琉球石灰岩，由於離海較近，為防止鹽害外壁使用了耐蝕性高的預鑄混凝土。2006年獲得第47回BCS賞，2008年榮獲第11回公共建築賞。
劇場設施的大劇場、小劇場、稽古室等，接受一般使用申請。此外從2005年開始進行接受人间国宝指導的組踊研修。

## 腳註
1. 1 2 3  . 国立劇場おきなわ.   [2012-04-13]. （原始内容存档于2016-08-29）.
2. 1 2  板橋 薫.  (PDF). 一般社団法人 沖縄しまたて協会. 2003-07  [2012-04-13]. （原始内容存档 (PDF)于2015-09-24）.
3. ↑  . 日本芸術文化振興会.   [2012-04-13]. （原始内容存档于2020-10-31）.
4. ↑   (PDF). 国立劇場おきなわ.   [2012-04-13].[]
5. ↑  . 国立劇場おきなわ.   [2012-04-13]. （原始内容存档于2016-08-29）.
6. ↑  . 国立劇場おきなわ.   [2012-04-13]. （原始内容存档于2016-08-29）.
7. ↑  . 国立劇場おきなわ.   [2012-04-13]. （原始内容存档于2016-08-13）.
8. ↑  . 国立劇場おきなわ.   [2012-04-13]. （原始内容存档于2016-08-13）.
9. ↑  板橋 薫.  (PDF). 一般社団法人 沖縄しまたて協会. 2003-07  [2012-04-13]. （原始内容存档 (PDF)于2015-09-24）.
10. ↑  . 社団法人日本建設業連合会.   [2012-04-13].[]
11. ↑   (PDF). 一般社団法人 公共建築協会.   [2012-04-13].[]
12. ↑  . 国立劇場おきなわ.   [2012-04-13]. （原始内容存档于2018-07-10）.